# Fechtweltmeisterschaften 1938
Die 2. Fechtweltmeisterschaften fanden 1938 in Piešťany statt. Es wurden sieben Wettbewerbe ausgetragen, sechs für Herren und einer für Damen.

## Herren

### Florett, Einzel
| Platz | Land | Sportler            |
| ----- | ---- | ------------------- |
| 1     | ITA  | Gioacchino Guaragna |
| 2     | ITA  | Giorgio Bocchino    |
| 3     | FRA  | André Gardère       |

### Florett, Mannschaft
| Platz | Land               | Sportler |
| ----- | ------------------ | --- |
| 1     | Königreich Italien | Giorgio Bocchino, Gioacchino Guaragna, Gustavo Marzi, Giuliano Nostini, Renzo Nostini                          |
| 2     | Frankreich         | René Bougnol, Jéhan Buhan, Jean Coutte, Édward Gardère, Charley Lion                                           |
| 3     | Tschechoslowakei   | Herwart Frass-Friedenfeld, Jiří Jesenský, Jindřich Kakos, Bohuslav Kirchmann, Zdenko Rybka, František Vohryzek |
| 4     | Rumänien           | |

### Degen, Einzel
| Platz | Land | Sportler            |
| ----- | ---- | ------------------- |
| 1     | FRA  | Michel Pécheux      |
| 2     | ITA  | Edoardo Mangiarotti |
| 3     | FRA  | Bernard Schmetz     |

### Degen, Mannschaft
| Platz | Land               | Sportler                                                                                      |
| ----- | ------------------ | --------------------------------------------------------------------------------------------- |
| 1     | Frankreich         | Pierre Bitchine, Henry Brethous, Henri Dulieux, Michel Pécheux, Bernard Schmetz, Albert Wolff |
| 2     | Schweden           | Frank Cervell, Hans Drakenberg, Gustaf Dyrssen, Carl Forssell, Bengt Ljungquist, Sven Thofelt |
| 3     | Königreich Italien | Carlo Agostoni, Roberto Battaglia, Dario Mangiarotti, Edoardo Mangiarotti, Saverio Ragno      |

### Säbel, Einzel
| Platz | Land | Sportler         |
| ----- | ---- | ---------------- |
| 1     | ITA  | Aldo Montano     |
| 2     | ITA  | Aldo Masciotta   |
| 3     | ITA  | Giuseppe Perenno |

### Säbel, Mannschaft
| Platz | Land               | Sportler                                                                                           |
| ----- | ------------------ | -------------------------------------------------------------------------------------------------- |
| 1     | Königreich Italien | Giulio Gaudini, Gustavo Marzi, Aldo Masciotta, Aldo Montano, Giuseppe Perenno, Mauro Racca         |
| 2     | Frankreich         | Marcel Faure, Édward Gardère, Louis Taillandier, Jean-François Tournon                             |
| 3     | Niederlande        | Willem Driebergen, Antonius Montfoort, Frans Mosman, Jacques Vandervoodt, Franciscus van Wieringen |

## Damen

### Florett, Einzel
| Platz | Land | Sportlerin       |
| ----- | ---- | ---------------- |
| 1     | TCH  | Marie Šedivá     |
| 2     | TCH  | Carmen Slabocova |
| 3     | BEL  | Jenny Addams     |

## Medaillenspiegel
| Platz | Land               | Gold | Silber | Bronze | Gesamt |
| ----- | ------------------ | ---- | ------ | ------ | ------ |
| 1     | Königreich Italien | 4    | 3      | 2      | 9      |
| 2     | Frankreich         | 2    | 2      | 2      | 6      |
| 3     | Tschechoslowakei   | 1    | 1      | 1      | 3      |
| 4     | Schweden           | –    | 1      | –      | 1      |
| 5     | Belgien            | –    | –      | 1      | 1      |
|       | Niederlande        | –    | –      | 1      | 1      |